# The Princess and Curdie
The Princess and Curdie è un classico racconto fantasy per l'infanzia, scritto da George MacDonald come seguito del più celebre Princess and the Goblin.

## Edizioni
- (EN) George MacDonald, The Princess and Curdie, Londra, Alexander Strahan & Company, 1883.